# Martin Matthiessen

Martin Matthiessen

Martin Matthiessen (* 26. Februar 1901 in Wesselburenerkoog; † 14. Mai 1990 in Meldorf) war Wirtschaftschef im Reichskommissariat Ostland, NSDAP-Reichstagsabgeordneter, Militärverwaltungschef im Range eines Generalmajors bei der Heeresgruppe Nord und SS-Oberführer.

## Biographie
Matthiessen wurde 1901 in Wesselburenerkoog bei Wesselburen geboren. Er besuchte bis 1912 die Volksschule in Wesselburenerkoog und von 1912 bis 1917 die Mittelschule in Wesselburen mit anschließendem Examen in Heide (Holstein). Von 1917 bis 1919 erlernte er auf dem Hof des Vaters den Beruf des Landwirts und besuchte anschließend die landwirtschaftliche Winterschule in Heide (Holstein). Von 1920 bis 1921 war er ein Jahr lang als Wirtschafter tätig. Von 1921 bis 1928 pachtete er einen Hof in Schülp. 1929 erwarb er den Auhof in Meldorf, den er bis zu seinem Tod bewohnte. Sein geistiges Rüstzeug erhielt er durch seinen Onkel, der ihn mit antisemitischen Zeitschriften wie den Hammer versorgte.
Zum 1. Juli 1928 war Matthiessen in die NSDAP eingetreten (Mitgliedsnummer 92.345). Am 1. Juni 1929 wurde er NSDAP-Kreisleiter des Kreises Süderdithmarschen, im November 1929 auch Stadtverordneter in Meldorf und Kreistagsabgeordneter des Kreises Süderdithmarschen. Im Oktober 1931 rückte er in den Reichstag nach, dem er bis 1945 angehörte. Damit war er finanziell gut versorgt. 1933 wurde Matthiessen Staatskommissar für die schleswig-holsteinische Landwirtschaft.
Im Sommer 1933 drohte er dem Rechtsanwalt Postel, Gauführer des Stahlhelm in Dithmarschen, „Schutzhaft“ an. 1935 ließ er den Meldorfer Polizisten Gustav Knopp aus dem Polizeidienst entfernen und in eine Nervenklinik einsperren. 1937 denunzierte Matthiessen den ihm missliebigen Uhrmacher Alfred Jäger aus Meldorf bei der Gauleitung und regte an, Jäger die „wunderbaren Anlagen von Dachau oder Oranienburg kennenlernen“ zu lassen, wobei das „Kurgeld“ von Jägers Bankkonto abgerufen werden sollte. Jäger war 1936 von SA-Männern misshandelt worden. 1939 und 1945 ist er noch zweimal festgenommen worden. Er hatte sich in den Augen der Nationalsozialisten schuldig gemacht, weil er mehrfach den „deutschen Gruß“ verweigert und in der Zeit nach der „Machtergreifung“ NSDAP-Plakate abgerissen hatte.
1938 wurde Matthiessen kommissarischer Landesbauernführer in Westfalen und 1939 Leiter des Provinzialernährungsamtes in Münster. Ab 1941 war Matthiessen Abteilungsleiter Landwirtschaft und 1942 zugleich Leiter des Hauptamtes III (Wirtschaft) beim Reichskommissar Ostland, Hinrich Lohse, in Riga. Er gehörte der SS zuletzt im Rang eines SS-Oberführers an (SS-Nummer 277.130).
Die Alliierten internierten Matthiessen bis 1948. Ein Versuch der Strafverfolgung in der Bundesrepublik scheiterte aber: 1968 ermittelte die schleswig-holsteinische Staatsanwaltschaft wegen der Massenmorde im Reichskommissariat Ostland unter anderem gegen Matthiessen. Das Verfahren wurde allerdings 1971 eingestellt.
In seiner Autobiographie gab Matthiessen 1980 an, von Konzentrationslagern gewusst zu haben, jedoch nicht, „wie sie geführt wurden“. Die Autobiographie von Martin Matthiessen ist nach Einschätzung von Detlef Korte vom Institut für schleswig-holsteinische Zeit- und Regionalgeschichte (IZRG) „aufgrund ihres apologetischen Charakters und Fehlens an Selbstkritik zwar ein Beispiel für das Verdrängen jeglicher Schuld in der Nachkriegsgesellschaft unseres Landes und damit ein eindrucksvolles Zeugnis für die Gedankengänge eines „Unverbesserlichen“, jedoch als fundierte historische Quelle unbrauchbar.“
Bis 1978 bewahrte Matthiessen die Hemden der in Wöhrden getöteten Nazis auf, dann übergab er sie dem Dithmarscher Landesmuseum.